# Strokestown
Strokestown is een plaats in het Ierse graafschap County Roscommon.